# Тропічний фашизм
Тропічний фашизм — це фраза, яку іноді використовують для опису постколоніальних держав, які вважаються фашистськими або мають авторитарні тенденції, наприклад режим Гнасінгбе Еядема, диктатора Того та лідера Об’єднання тоголезького народу. Цей термін використовувався для опису кількох історичних режимів на Гаїті, таких як президентство Луї Борно  або пізніший уряд Франсуа Дювальє.

## Дивіться також
- Фашизм в Африці
- Ісламофашизм